# Серджо Флоккарі
Серджо Флоккарі (італ. Sergio Floccari; нар. 12 листопада 1981, Вібо-Валентія) — італійський футболіст, що грав на позиції нападника.

## Клубна кар'єра
Народився 12 листопада 1981 року в місті Вібо-Валентія. Вихованець юнацьких команд футбольних клубів «Нікотера» та «Катандзаро».
У дорослому футболі дебютував 1997 року виступами за «Авеццано», в якому провів один сезон, взявши участь у 11 матчах чемпіонату.
Пвсля цього грав у нижчолігових італійських клубах «Монтебеллуна», «Местре» і «Фаенца».
Влітку 2002 року Флоккарі перейшов до «Дженоа», однак у складі генуезців не зміг закріпитися і вже на початку 2003 року перебрався у «Ріміні», разом з якою за три сезони вийшов Серії С2 до Серії В, забивши за цей час 21 гол.
На початку 2006 року перейшов до «Мессіни», у складі якої дебютував в Серії А, де забив 3 голи, два з яких 18 лютого 2006 року у ворота «Ювентуса».
Влітку 2007 року «Мессіна» покинула Серію А і Флоккарі перейшов до «Аталанти», яка заплатила за його трансфер 1,6 млн євро. Свій перший гол за «Аталанту» Флоккарі забив у ворота «Інтера» на Сан-Сіро, а всього за перший сезон у клубі забив 8 голів (всі в чемпіонаті Італії). Влітку 2008 року Флоккарі був близький до переходу в «Палермо», але угода не відбулася. Тому Флоккарі залишився ще на рік у Бергамо і став найкращим снайпером «Аталанти» з 12-ма голами.
1 липня 2009 року Флоккарі повернувся до «Дженоа», яке викупила другу половину прав на гравця (перша половина належала клубу ще з сезону 2002/2003). Серджо дебютував у команді 13 вересня в матчі з «Наполі», в якому одразу ж забив гол. 4 січня 2010 року Флоккарі, на правах оренди, перейшов до «Лаціо», з правом викупу контракту футболіста за 9,5 млн євро. У першій грі за «Лаціо» Флоккарі забив 2 голи за 6 хвилин зустрічі, а його клуб переміг 4:1. Після вдалого початку в клубі, у складі якого він забив 4 голи в 4-х матчах, Флоккарі отримав травму підколінного сухожилля та вибув з ладу на місяць. Відновившись, він продовжив успішно грати в основному складі. Всього ж за час оренди в «Лаціо» він провів 17 ігор, забивши 8 голів в серії А.
Після закінчення сезону «Лаціо» захотів викупити трансфер Флоккарі. 22 червня 2010 року клуб викупив трансфер футболіста за 8,5 млн євро; сума виплачувалася протягом 3-х років.
31 серпня 2011 року перейшов до «Парми» на правах річної оренди з можливим правом викупу, проте по завершенні оренди «жовто-сині» не стали викупати контракт гравця і Флоккарі повернувся до «Лаціо». 2013 року разом з «орлами» виграв свій перший трофей, ставши володарем Кубка Італії. Загалом відіграв за «біло-блакитних» 83 матчі в національному чемпіонаті, в яких забив 21 гол.
У січні 2014 року за 2 мільйони євро перейшов до «Сассуоло». У січні 2016 року перейшов до «Болоньї», в якій протягом року взяв участь у 23 іграх.
У січні 2017 року став гравцем друголігового клубу СПАЛ, якому відразу ж допоміг підвищитися у класі до Серії A, а в сезонах 2017/18 і 2018/19 робив свій внесок у збереження місця в елітному дивізіоні. А ось за результатами сезону 2019/20 СПАЛ вибув до Серії B, тож наступний сезон Флоккарі відіграв у його складі на рівні другого дивізіону, після чого оголосив про завершення ігрової кар'єри.

## Виступи за збірну
У жовтні 2010 року Флоккарі вперше викликався до складу збірної Італії, проте на поле в формі «сквадри адзурри» жодного разу так і не вийшов.

## Статистика виступів

### Статистика клубних виступів
| Сезон                | Команда              | Чемпіонат            | Чемпіонат | Чемпіонат | Національний кубок | Національний кубок | Національний кубок | Єврокубки | Єврокубки | Єврокубки | Усього | Усього |
| Сезон                | Команда              | Ліга                 | Ігор      | Голів     | Ліга               | Ігор               | Голів              | Ліга      | Ігор      | Голів     | Ігор   | Голів  |
| -------------------- | -------------------- | -------------------- | --------- | --------- | ------------------ | ------------------ | ------------------ | --------- | --------- | --------- | ------ | ------ |
| 1997-98              | «Авеццано»           | C2                   | 11        | 1         |                    | —                  | —                  |           | —         | —         | 11     | 1      |
| 1998-99              | «Монтебеллуна»       | D                    | 3         | 0         |                    | —                  | —                  |           | —         | —         | 3      | 0      |
| 1999-00              | «Местре»             | C2                   | 0         | 0         |                    | —                  | —                  |           | —         | —         | 0      | 0      |
| 2000-01              | «Местре»             | C2                   | 4         | 0         |                    | —                  | —                  |           | —         | —         | 4      | 0      |
| Усього за «Местре»   | Усього за «Местре»   | Усього за «Местре»   | 4         | 0         |                    |                    |                    |           |           |           | 4      | 0      |
| 2001-02              | «Фаенца»             | C2                   | 33        | 10        |                    | —                  | —                  |           | —         | —         | 33     | 10     |
| 2002-03              | «Дженоа»             | B                    | 9         | 1         |                    | —                  | —                  |           | —         | —         | 9      | 1      |
| 2002-03              | «Ріміні»             | C2                   | 13        | 2         |                    | —                  | —                  |           | —         | —         | 13     | 2      |
| 2003-04              | «Ріміні»             | C1                   | 24        | 10        |                    | —                  | —                  |           | —         | —         | 24     | 10     |
| 2004-05              | «Ріміні»             | C1                   | 31        | 7         |                    | —                  | —                  |           | —         | —         | 31     | 7      |
| 2005-06              | «Ріміні»             | B                    | 18        | 2         |                    | —                  | —                  |           | —         | —         | 18     | 2      |
| Усього за «Ріміні»   | Усього за «Ріміні»   | Усього за «Ріміні»   | 86        | 21        |                    |                    |                    |           |           |           | 89     | 21     |
| 2005-06              | «Мессіна»            | A                    | 18        | 3         |                    | —                  | —                  |           | —         | —         | 18     | 3      |
| 2006-07              | «Мессіна»            | A                    | 27        | 2         |                    | —                  | —                  |           | —         | —         | 27     | 2      |
| Усього за «Мессіну»  | Усього за «Мессіну»  | Усього за «Мессіну»  | 45        | 5         |                    |                    |                    |           |           |           | 45     | 5      |
| 2007-08              | «Аталанта»           | A                    | 34        | 8         | КІ                 | 1                  | 0                  |           | —         | —         | 35     | 8      |
| 2008-09              | «Аталанта»           | A                    | 33        | 12        | КІ                 | 1                  | 0                  |           | —         | —         | 34     | 12     |
| Усього за «Аталанту» | Усього за «Аталанту» | Усього за «Аталанту» | 67        | 20        |                    | 2                  | 0                  |           |           |           | 69     | 20     |
| 2009-10              | «Дженоа»             | A                    | 11        | 4         | КІ                 | 0                  | 0                  | ЛЄ        | 4         | 1         | 15     | 5      |
| Усього за «Дженоа»   | Усього за «Дженоа»   | Усього за «Дженоа»   | 20        | 5         |                    | 0                  | 0                  |           | 4         | 1         | 24     | 6      |
| 2009-10              | «Лаціо»              | A                    | 17        | 8         | КІ                 | 1                  | 1                  |           | —         | —         | 18     | 9      |
| 2010-11              | «Лаціо»              | A                    | 30        | 8         | КІ                 | 1                  | 0                  |           | —         | —         | 31     | 8      |
| 2011-12              | «Парма»              | A                    | 28        | 8         | КІ                 | 0                  | 0                  |           | —         | —         | 28     | 8      |
| 2012-13              | «Лаціо»              | A                    | 22        | 5         | КІ                 | 4                  | 1                  | ЛЄ        | 10        | 4         | 36     | 10     |
| 2013-січ. 2014       | «Лаціо»              | A                    | 14        | 0         | КІ                 | 0                  | 0                  | ЛЄ        | 6         | 4         | 21     | 4      |
| Усього за «Лаціо»    | Усього за «Лаціо»    | Усього за «Лаціо»    | 83        | 21        |                    | 6                  | 2                  |           | 16        | 8         | 106    | 31     |
| січ.-черв. 2014      | «Сассуоло»           | A                    | 15        | 1         | КІ                 | 0                  | 0                  | -         | -         | -         | 15     | 1      |
| 2014–15              | «Сассуоло»           | A                    | 27        | 2         | КІ                 | 2                  | 0                  | -         | -         | -         | 29     | 2      |
| 2015-січ. 2016       | «Сассуоло»           | A                    | 7         | 4         | КІ                 | 0                  | 0                  | -         | -         | -         | 7      | 4      |
| Усього за «Сассуоло» | Усього за «Сассуоло» | Усього за «Сассуоло» | 49        | 7         |                    | 2                  | 0                  |           | -         | -         | 51     | 7      |
| січ.-черв. 2016      | «Болонья»            | A                    | 18        | 2         | КІ                 | 0                  | 0                  | -         | -         | -         | 18     | 2      |
| 2016-січ. 2017       | «Болонья»            | A                    | 5         | 0         | КІ                 | 0                  | 0                  | -         | -         | -         | 5      | 0      |
| Усього за «Болонья»  | Усього за «Болонья»  | Усього за «Болонья»  | 23        | 2         |                    | 0                  | 0                  |           | -         | -         | 23     | 2      |
| січ.-черв. 2017      | СПАЛ                 | B                    | 16        | 7         | КІ                 | -                  | -                  | -         | -         | -         | 16     | 7      |
| 2017-2018            | СПАЛ                 | A                    | 20        | 3         | КІ                 | 1                  | 0                  | -         | -         | -         | 21     | 3      |
| 2018-2019            | СПАЛ                 | A                    | 20        | 3         | КІ                 | 1                  | 1                  | -         | -         | -         | 21     | 4      |
| 2019-2020            | СПАЛ                 | A                    | 24        | 1         | КІ                 | 2                  | 1                  | -         | -         | -         | 26     | 2      |
| 2020-2021            | СПАЛ                 | B                    | 23        | 1         | КІ                 | 3                  | 0                  | -         | -         | -         | 26     | 1      |
| Усього за СПАЛ       | Усього за СПАЛ       | Усього за СПАЛ       | 103       | 15        |                    | 7                  | 2                  |           | -         | -         | 110    | 17     |
| Усього за кар'єру    | Усього за кар'єру    | Усього за кар'єру    | 555+3     | 115       |                    | 30                 | 7                  |           | 20        | 9         | 611    | 132    |

## Титули і досягнення
- Володар Кубка Італії (1):

«Лаціо»: 2012-13